# Lovesong
«Lovesong» (en español: ‘Canción de amor’) es una canción del grupo de rock The Cure, escrita por Robert Smith y lanzada como el tercer sencillo de su octavo álbum de estudio, Disintegration el 21 de agosto de 1989.
La canción fue un éxito a nivel mundial, alcanzando el número 2 del Billboard Hot 100 en Estados Unidos, el número 18 en el Reino Unido y el top 20 en Canadá, Irlanda y Países Bajos.
La versión extendida de la canción fue incluida en el álbum de remezclas de 1990 de la banda, Mixed Up. Un video musical con la banda tocando dentro de una cueva también fue lanzado con el sencillo.

## Título de la canción
El título de esta canción varía entre «Lovesong» y «Love Song», lo cual aparece en diversos álbumes de The Cure; se utiliza «Lovesong» en la mayoría de los lanzamientos de esta canción (tanto en el sencillo, o en los discos Paris y Galore), sin embargo se utiliza «Love Song» en las letras del booklet de Disintegration y la compilación de 2001, Greatest Hits.

## Lista de canciones
Sencillo de 7"
1. «Lovesong» – 3:24
2. «2 Late» – 2:36

Sencillo de 12"
1. «Lovesong» (Extended Mix) – 6:17
2. «2 Late» – 2:39
3. «Fear of Ghosts» – 6:49

CD sencillo
1. «Lovesong» (7" Mix) – 3:30
2. «2 Late» – 2:41
3. «Fear of Ghosts» – 6:49
4. «Lovesong» (Extended Mix) – 6:19

## Posicionamiento en listas
| Lista (1989)                          | Máxima posición |
| ------------------------------------- | --------------- |
| Alemania (Offizielle Deutsche Charts) | 21              |
| Australia (ARIA)                      | 82              |
| Bélgica (Flandes) (Ultratop 50)       | 38              |
| Canadá (RPM Top Singles)              | 10              |
| Estados Unidos (Billboard Hot 100)    | 2               |
| Estados Unidos (Alternative Airplay)  | 2               |
| Estados Unidos (Hot Dance Club Songs) | 8               |
| Estados Unidos (Dance Singles Sales)  | 16              |
| Estados Unidos (Mainstream Rock)      | 27              |
| Europa (Eurochart Hot 100)            | 32              |
| Irlanda (IRMA)                        | 13              |
| Nueva Zelanda (Recorded Music NZ)     | 39              |
| Netherlands (Dutch Top 40 Tipparade)  | 17              |
| Países Bajos (Mega Single Top 100)    | 48              |
| Reino Unido (UK Singles Chart)        | 18              |

## Músicos
- Robert Smith — voz, guitarra rítmica y sintetizador.
- Simon Gallup — bajo.
- Porl Thompson — guitarra principal.
- Boris Williams — batería.
- Roger O'Donnell — sintetizadores.

## Otras versiones
La canción ha sido versionada por diversos artistas, incluyendo a 311, FireHouse, A Perfect Circle, Imagine Dragons, The Big Pink, The Deluxtone Rockets, Jack Off Jill, Deep Purple, The Honeydrippers, Helloween Azam Ali/Niyaz, Ira Losco, Death Cab for Cutie, Journey, The Human League, Anberlin, Seafood, Snake River Conspiracy, The Generation, Dope y Otep, Adele, Bon Jovi, Poison, Tori Amos, Voltaire y Blake Lewis. Existe una versión en español, en clave cumbia interpretada por Kumbia Queers.